# لوله کباب
لوله کباب (ارمنی: լուլա քյաբաբ؛ ‏ترکی آذربایجانی: lülə kabab) نوعی کباب سیخی است که به‌طور سنتی به مدت ۱۰ تا ۱۵ دقیقه روی منقل پخته می‌شود به آشپزی ارمنی و آشپزی آذربایجانی تعلق دارد و در قفقاز جنوبی، خاورمیانه و آسیای مرکزی هم رواج دارد. در لرستان با نام «لیلَه کَوُو» شناخته می‌شود.

## مواد لازم
- گوشت گوسفندی چرخ‌کرده (یا مخلوط مساوی از گوشت گوساله و گوسفند) که یک ساعت در یخچال مانده باشد.[۷]
- پیاز (۴۰۰ گرم به ازای هر کیلوگرم گوشت چرخ‌کرده)
- چربی دنبه
- نمک
- فلفل سیاه
- سماق
- نان لواش